# Anellus edai
Anellus edai là một loài bướm đêm thuộc họ Erebidae. Nó được tìm thấy ở Ishigaki.
Con trưởng thành bay vào tháng 3 và tháng 8. Mỗi năm loài này có thể có vài thế hệ.
Sải cánh dài 7–9 mm. 